# Geno Auriemma
Geno Auriemma est un entraîneur italo-américain de basket-ball, né le 23 mars 1954 à Montella (Italie).

## Biographie
Il est douze fois champion NCAA avec l'équipe féminine des Huskies du Connecticut (1995, 2000, 2002, 2003, 2004, 2009, 2010, 2013, 2014, 2015, 2016 et 2025). Il est l'entraîneur le plus titré du basket-ball universitaire féminin, Pat Summitt (Volunteers du Tennessee) étant restée à huit. En 2015, à l'occasion d'un troisième titre consécutif, il égale John Wooden, dix fois champion avec les masculins des Bruins d'UCLA, puis le dépasse en 2016 avec un 11e titre, le quatrième consécutif.
Il est l'entraîneur de joueuses renommées comme Rebecca Lobo, Diana Taurasi, Tina Charles, Maya Moore, Breanna Stewart, Sue Bird…
Invaincues dans la saison régulière 2016-2017 malgré le départ de leurs trois meilleurs éléments à la draft WNBA 2016 — Breanna Stewart, Moriah Jefferson, Morgan Tuck —, les Huskies portent à 111 leur série de victoires consécutives, jusqu'à leur défaite 64 à 66 après prolongation en demi-finales du tournoi final NCAA 2017 contre les Bulldogs de Mississippi State. Ce 111e succès était aussi le 113e succès de Geno Auriemma en tournoi final, surpassant le record de 112 détenu jusque là par Pat Summitt.
En décembre 2017, il obtient son millième succès avec UConn après son 1135e match, devenant (avec son assistante Chris Dailey) le coach à atteindre le plus rapidement cette barre que seuls ont atteint Pat Summitt, Tara VanDerveer et Sylvia Hatchell dans le basket féminin et Mike Krzyzewski pour les masculins.
Il dirige l'équipe féminine des États-Unis qui remporte le championnat du monde 2010, les Jeux olympiques de 2012, puis la médaille d’or du Championnat du monde 2014 en Turquie, puis l'or aux Jeux olympiques de 2016.
En 2022, il intègre le FIBA Hall of Fame.